# Demis Grigoraș
Demis Cosmin Grigoraș (Vaslui, 30 de junio de 1993) es un jugador de balonmano rumano que juega de lateral derecho en el SL Benfica de la Andebol 1. Es internacional con la selección de balonmano de Rumania.
Su primer gran torneo con la selección fue el Campeonato Europeo de Balonmano Masculino de 2024.

## Clubes
| Club                      | País     | Año         |
| ------------------------- | -------- | ----------- |
| CS Caraș - Severin Reșița | Rumania  | ? - 2014    |
| SCM Politehnica Timișoara | Rumania  | 2014 - 2016 |
| Tatabánya KC              | Hungría  | 2016 - 2019 |
| Chambéry Savoie Handball  | Francia  | 2019 - 2021 |
| SL Benfica                | Portugal | 2021 - Act. |